# 織田秀則
織田秀則（日语：／ Ōda Hidenori，1581年—1625年）是安土桃山時代武將。織田信忠次子、織田秀信之弟。幼名吉丸。通稱左衛門尉。官位：從四位下、侍从。
慶長元年（1596年）與兄長秀信同時接受天主教洗禮，教名保祿（日语：パウロ）。慶長3年（1598年）在京都創建法心寺。
慶長5年（1600年）關原之戰和兄長同參加西軍，於美濃一帶奮戰。戰敗之後，兄長遭改易，秀則轉而依靠豐臣氏，在大坂城附近居住。豐臣氏滅亡後移居京都。晚年剃度，法號為宗爾。傳聞改名津田信益。
寬永2年（1625年）在京都圓寂，45歲。